# Фјодор Смолов
Фјодор Михајлович Смолов (рус. Фёдор Миха́йлович Смо́лов; Саратов, 9. фебруар 1990) професионални је руски фудбалер који игра на позицији нападача. Тренутно је члан фудбалског клуба Селта Виго, за коју наступа као позајмљен играч московске Локомотиве. Стандардни је репрезентативац Русије. У досадашњој фудбалској каријери играо је и за московски Динамо, Фајенорд, Анжи, Урал и ФК Краснодар.

## Клупска каријера
Смолов је започео да тренира фудбал још као седмогодишњи дечак у фудбалској секцији спортског друштва Сокол из Саратова. Као четрнаестогодишњи тинејџер одлази у градић Јегорјевск у Московској области где се уписује на спортску академију Мастер-Сатурн.
Две године касније, 2006, са свега 16 година, потписује први професионални уговор у каријери са московским Динамом. Прву професионалну утакмицу одиграо је већ наредне године, 28. априла против Луч-Енергије у Премијер лиги. У тренутку одигравања утакмице Смолов је имао свега 17 година, 2 месеца и 19 дана поставши тако најмлађим дебитантом Динама у свим првенствима Русије. У првој сезони у Динаму одиграо је свега три утакмице, а први погодак у професионалној каријери постигао је наредне сезоне, у утакмици против Крила Совјетов играној 27. септембра 2008. године. Како ни у наредне две сезоне због прејаке конкуренције није успео да се избори за стандардно место у тиму, руководство Динама је одлучило да, у мају 2011, Смолова проследи на позајмицу у холандски Фајенорд за који је одиграо 14 утакмица и постигао један погодак. Како ни по повратку из Фајенорда није успео да се наметне за стандардно место у тиму, и наредне три сезоне, до краја уговора са Армејцима, провео је играјући као позајмљен играч. Две сезоне је играо у Анжију из Махачкале (укупно 41 утакмица и 3 гола) и једну у Уралу из Јекатеринбурга (23 утакмице и 8 голова).
По истеку уговора са московским тимом, као слободан играч 2. јуна 2015. потписује четворогодишњи уговор са премијерлигашем Краснодаром из истоименог града са југа Русије. Први погодак у дресу Краснодара Смолов је постигао 6. августа 2015. на утакмици трећег кола квалификација Лиге Европе против Слована из Братиславе, док је свега 4 дана касније постигао и први лигашки погодак за клуб у дербију против Кубања. У првенственој утакмици против екипе Урала играној 10. априла 2016. по први пут у каријери постигао је 4 гола у победи свог тима од 6:0, а уједно био је то први „покер” неког руског професионалног фудбалера након пуних 15 година. Месец дана касније постигао је сва три гола у победи свог тима протв Крила Совјетов. Током прве сезоне у Краснодару Смолов је одиграо укупно 44 утакмице и постигао чак 24 гола, а 20 голова постигнутих у првенству донело му је признање за најбољег стрелца Премијер лиге. У лето 2016. Смолов је одбио понуду кинеског Шангаја вредну 15 милиона евра, уз образложење да жели да се такмичи у јаким европским лигама.

## Репрезентативна каријера
У дресу националног тима дебитовао је у јануару 2008. на турниру за играче до 18 година (Меморијални турнир Валентина Гранаткина) на којем је проглашен за најбољег стрелца. Касније је играо и за младу репрезентацију (играчи до 21 године).
У дресу сениорске репрезентације дебитовао је 14. новембра 2012. у пријатељској утакмици против Сједињених Држава, а већ у деветом минуту исте утакмице постигао је и први погодак у дресу националног тима. Од великих такмичења играо је на Европском првенству 2016. и Купу Конфедерација 2017. године.
Селектор Станислав Черчесов уврстио га је и на коначни списак репрезентативаца за Светско првенство 2018. чији домаћин је била управо Русија.

## Лични успеси и признања
- Најбољи стрелац Првенства Русије (2): 2015/16, 2016/17.
- Фудбалер године у Русији по избору РФС (2): 2016, 2018.
- Фудбалер године у Русији по избору РФПЛ: 2016.
- Фудбалер године по избору магазина «Спорт-Експрес» (3): 2015/16, 2016/17, 2017/18.
- Фудбалер године по избору недељника «Футбол»: 2016.
- Уврштен на списак 33 најбоља фудбалера националног првенства: № 1 (2015/16, 2016/17, 2017/18), № 3 (2014/15)